# 마푸투주

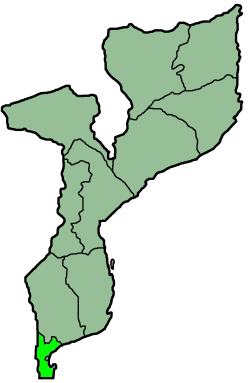
마푸투주

마푸투주(포르투갈어: Maputo)는 모잠비크 최남단에 위치한 주로, 주도는 마톨라이며 면적은 26,058km2, 인구는 1,072,086명(2006년 기준)이다. 북쪽으로는 가자주, 서쪽으로는 남아프리카 공화국 음푸말랑가주와 에스와티니, 남쪽으로는 남아프리카 공화국 콰줄루나탈주와 인접해 있다. 마푸투 시는 별도의 행정 구역으로 존재한다.

## 인구
| 연도               | 인구      | ±%      |
| ------------------ | --------- | ------- |
| 1950               | 198,932   | —       |
| 1960               | 437,000   | +119.7% |
| 1970               | 799,502   | +83.0%  |
| 1980               | 500,892   | −37.3%  |
| 1997               | 832,100   | +66.1%  |
| 2007               | 1,233,143 | +48.2%  |
| 2017               | 1,931,298 | +56.6%  |
| 출처: Statoids INE |           |         |